# آلبرت واتسون (بازیکن فوتبال، زاده ۱۹۰۳)
آلبرت واتسون (انگلیسی: Albert Watson؛ زادهٔ ۱۹ اوت ۱۹۰۳) بازیکن فوتبال اهل بریتانیا است.
از باشگاه‌هایی که در آن بازی کرده‌است می‌توان به باشگاه فوتبال بلکپول و باشگاه فوتبال گیتزهد اشاره کرد.